# 新屋村 (富山県)
新屋村（あらやむら）は、かつて富山県下新川郡にあった村。

## 沿革
- 1889年（明治22年）4月1日 - 町村制の施行により、下新川郡新屋村、下山村、浦山新村、浦山村の区域の一部、中ノ口村の区域の一部及び日吉新村の区域の一部の区域をもって、下新川郡新屋村が発足する。
- 1953年（昭和28年）10月1日 - 下新川郡入善町、新屋村、小摺戸村、青木村、飯野村、上原村、横山村及び椚山村が合併して、下新川郡入善町が発足する。

## 歴代村長
出典→
1. 木村純貞（1889年6月30日 - 1897年7月12日）
2. 寺崎彦蔵（1897年7月12日 - 1926年8月13日）
3. 中山佐平（1926年8月18日 - 1939年12月6日）
4. 鬼原秋義（1939年9月22日 - 1942年3月25日）
5. 鬼原信義（1942年3月25日 - 1944年10月5日）
6. 小林寛（1944年12月28日 - 1946年4月15日）
7. 米山六義（1946年6月7日 - 1946年9月10日）
8. 袖野与太郎（1947年4月5日 - 1951年4月3日）
9. 中山佐一郎（1951年4月23日 - 1953年9月30日）